# Centre islamique de Washington
Le Centre islamique de Washington est une mosquée et centre culturel islamique à Washington, DC. Il est situé sur Massachusetts Avenue, juste à l'Est du pont au-dessus de Rock Creek. Lors de son ouverture en 1957, il s'agissait de la plus grande mosquée de l'hémisphère occidental.

## Histoire

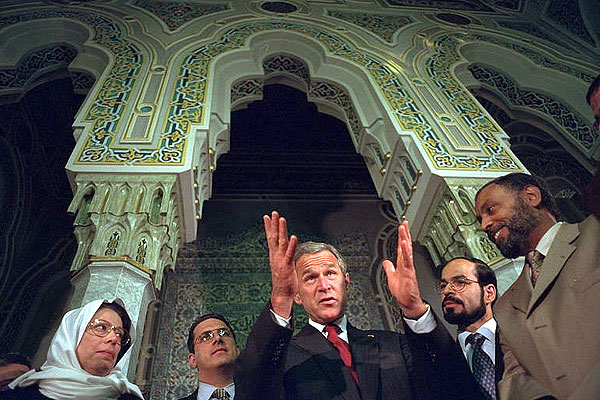
Le président George W. Bush à l'intérieur du Centre islamique de Washington, DC

Le centre fut conçu en 1944, lorsque l'ambassadeur de Turquie Münir Ertegün mourut sans qu'une mosquée puisse accueillir ses funérailles. Le projet resta en sommeil durant les années de guerre jusqu'à ce que Kamil Abdel Rahim soit nommé ambassadeur d'Égypte aux États-Unis d'Amérique en 1948, succédant à l'Ambassadeur Mahmoud Hassan.[réf. nécessaire]
L'ambassadeur d’Égypte, Kamil Abdul Rahim fut nommé président de la fondation de la mosquée et de son comité exécutif. Il se chargea de rassembler tous les émissaires accrédités des pays musulmans aux États-Unis et fit plusieurs voyages en l'Arabie saoudite, au Koweït et dans des pays musulmans afin de lever des fonds pour la construction de la mosquée.[réf. nécessaire]
Howar (Mohammed Issa Abu Al Hawa, 1879-1982) et d'autres diplomates musulmans aidèrent à financer rapidement un comité afin de construire une mosquée dans la capitale américaine. En 1948, Howar, en plaçant un dollar en argent sur le sol pour porter chance, lança la construction du site.[réf. nécessaire]
La mosquée fut achevée en 1954 et inaugurée par le Président Dwight Eisenhower , le 28 juin 1957.[réf. nécessaire]
La communauté diplomatique de Washington a joué un rôle de premier plan dans l'effort de construction. L’Égypte fit don d'un lustre en bronze et envoya des spécialistes qui écrivirent les versets coraniques qui ornent les murs et le plafond de la mosquée. La Turquie envoya des tuiles ainsi que des experts pour les assembler. Les tapis persans viennent d'Iran. Le projet a également été soutenu par la communauté américaine musulmane. Le site fut acheté en 1946 et la pierre angulaire posée le 11 janvier 1949. Le bâtiment a été conçu par l'architecte italien Mario Rossi.
La mosquée est l'un des trois bâtiments assiégés durant le siège Hanafi de 1977, durant lequel des musulmans hanafis armés ont détenu des otages et fait plusieurs demandes, exigeant que le film Le Message soit détruit parce qu'ils le considéraient comme sacrilège.
La mosquée a été visitée par de nombreux dignitaires, dont plusieurs présidents. Le président George W. Bush l'a visitée le 17 septembre 2001, quelques jours seulement après les attentats du 11 septembre. Retransmis sur les chaînes nationales de télévision, Bush a cité le Coran et assuré aux Américains que la grande majorité des musulmans étaient pacifiques.

## Installations
En plus de la mosquée, le centre contient une bibliothèque et des salles de classe où sont dispensés des cours sur l'Islam et de langue arabe. La direction du centre est composée de différents ambassadeurs. Autour du bâtiment sont disposés les drapeaux des nations Islamiques du monde.[réf. nécessaire]